# Philip Abelson
Philip Hauge Abelson (n. 27 aprilie 1913, Tacoma, Washington, SUA – d. 1 august 2004, Bethesda⁠(d), comitatul Montgomery, Maryland, SUA) a fost un fizician american și editor științific. A descoperit elementul neptuniu, alături de Edwin McMillan. 

## Viața
Abelson s-a nascut pe 27 aprilie 1913, în Tacoma, Washington. A urmat la Universitatea de Stat din Washington, unde a obținut diplome de chimie și fizică, precum și Universitatea din California, Berkeley, unde și-a obținut doctoratul în fizica nucleară. Ca tânăr fizician, a lucrat pentru Ernest Lawrence la UC Berkeley. A fost printre primii oameni de știință americani care au verificat experimental fisiunea nucleară, rezultat publicat în Physical Review, în februarie 1939. Din 1939 până în 1941 a lucrat ca fizician asistent la Carnegie Institution din Washington, DC. În acest timp a produs „o substanță care emitea radiații beta prin iradierea uraniului cu neutroni”. Prin colaborarea cu laureatul premiului Nobel, Luis Alvarez, a izolat respectiva substanță și a devenit astfel codescoperitor al neptuniului la 8 iunie 1940, alături de Edwin McMillan. McMillan a primit Premiul Nobel pentru această descoperire, alături de cea a altor elemente. 
Abelson a fost un contribuitor cheie al Proiectului Manhattan din timpul celui de-al Doilea Război Mondial, ca urmare a activității sale din cadrul Laboratorului de Cercetări Navale a SUA. Deși el nu a fost asociat oficial cu proiectul bombei atomice, tehnica de separare a izotopilor prin termodifuzie  pe care a inventat-o la Philadelphia Navy Yard a fost utilizată în instalația S-50 din Oak Ridge, Tennessee și a reprezentat un pas critic în crearea unei mari cantități de combustibil nuclear necesar construirii bombei atomice. 
După război, și-a îndreptat atenția – sub îndrumarea lui Ross Gunn – la aplicarea energiei nucleare în propulsia navală. Desi nu a fost adus la nivel de inginerie, el a scris primul raport de fizică în care se detaliaza modul in care un reactor nuclear ar putea fi instalat pe un submarin, oferind atat propulsie cat si energie electrică. Raportul său a anticipat rolul submarinelor nucleare ca platformă pentru rachete. Acest concept a fost ulterior susținut de amiralul Hyman G. Rickover și alții. Sub Rickover, conceptul a devenit realitate sub forma USS Nautilus, primul submarin nuclear din lume. 
În 1946, s-a întors la Carnegie Institution, unde – în luna martie a aceluiași an – a publicat raportul „Submarinul cu energie atomică”. Din 1953 până în 1971 a ocupat funcția de director al Laboratorului Geofizic din Washington al Carnegie Institution unde a activat în calitate de președinte din 1971 până în 1978 și în calitate de mandatar din 1978. Din 1962 până în 1984 a fost editor al revistei Science, una dintre cele mai prestigioase reviste academice, unde a ocupat funcția de director executiv în 1974, 1975 și 1984. Din 1972 până în 1974 a fost președinte al Uniunii Americane pentru Geofizică. 
Abelson a fost binecunoscut pentru opiniile sale deschise asupra științei. Într-un editorial din 1964, publicat în revista Science, Abelson a identificat supraspecializarea în știință ca o formă de bigotism. El și-a subliniat opinia că presiunea spre specializare, care începe în studiile universitare și intensifică în programele de doctorat, îi determină pe studenți să creadă că domeniul lor de specializare este cel mai important, iar – la limită – că alte interese intelectuale sunt lipsite de valoare.
Într-un articol de paleobiologie din 1965, a raportat recuperarea aminoacizilor din fosile cu vârste de sute de milioane de ani și a acizilor grași din roci cu vârste de peste un miliard de ani. El a estimat că, pe baza experimentelor sale, alanina ar fi stabilă pentru miliarde de ani.
Poate că cea mai faimoasă lucrare din această perioadă este un editorial intitulat „Destul cu pesimismul” („prea mult pesimism duce doar la paralizie și dezintegrare”).. Acesta a devenit titlul unei colecții de 100 de eseuri.
În anii '70 a devenit interesat de problema aprovizionării cu energie în întreaga lume. Cărțile pe această temă includ Energy for Tomorrow (1975), o serie de conferințe la Universitatea din Washington și Energy II: Use Conservation and Supply.
Abelson a decedat pe 1 august 2004, în urma unor complicații respiratorii. A fost căsătorit cu Neva Abelson, un distins cercetător în științe medicale, codescoperitoare a testul factorului Rh al sângelui (alături de cu L.K. Diamond). Fiica lor, Ellen Abelson Cherniavsky, a lucrat ca cercetător în aviație pentru compania MITER din Virginia . 

## Premii și recunoaștere
Abelson a primit numeroase distincții, inclusiv National Medal of Science în 1987, Distinguished Achievement Award al National Science Foundation, A fost ales membru al American Academy of Arts and Sciencesîn 1958.
Mineralul abelsonit îi poartă numele, ca o recunoaștere a contribuției sale la geochimia organică.